# Eutaenia alboampliata
Eutaenia alboampliata là một loài bọ cánh cứng trong họ Cerambycidae.